# فارماكوفور

مثال لنموذج الفارماكوفور

الفارمكوفور أو حامل الخاصة الدوائية عبارة عن وصف لجملة الاجزاء من الدواء الحاملة للصفات الدوائية وهذه الاجزاء ضرورية جدًا حتى يتم التعرف عليه بالنسبة للجزيئات الضخمة داخل الجسم الحي.

## انظر ايضًا
- نماذج العلاقة الكمية بين البنية والفعالية